# Brothertown
Brothertown – miasto w Stanach Zjednoczonych, w stanie Wisconsin, w hrabstwie Calumet.